# 洛倫索·馬克斯
洛倫索·馬克斯（葡萄牙語：Lourenço Marques），16世紀葡萄牙探險家和商人。莫桑比克首都馬普托在該國獨立前就是以該探險家的名字命名。

## 生平
洛倫索·馬克斯於1544年探索了今馬普托灣地區，並永久定居在了今天的莫桑比克，在那裏他與土著妻子和他們的孩子度過了大部分時間。
根據國王若昂三世的命令，馬普托灣被命名爲了洛倫索·馬克斯灣（Baíade Lourenço Marques）以紀念他，但這個名字從未在外國社區中被普遍使用過。